# Лисберг (Техас)
Лисберг является неприсоединенным сообществом на юго-западе округа Камп, штат Техас, США . Он расположен вдоль хайвея 11 к западу от города Питтсберга, уезда округа Камп. Его высота 121 м. Лисберг имеет юридический статус, имеет почтовое отделение с ZIP кодом 75451.
Названный по имени раннего поселенца Джона Ли, Лисберг был претендентом на звание центра округа в 1874 году, будучи вторым после Питтсберга. В том же году в сообществе было создано первое почтовое отделение. Статус Лисберга снизился в начале 20 века, его население сократилось, и его школы были объединены в школьном округе Питтсберга в 1955 году.
В 2008 году израильская метал-группа «PallaneX» записала песню под названием «Leesburg» в честь города.